# جبيرة (طب)

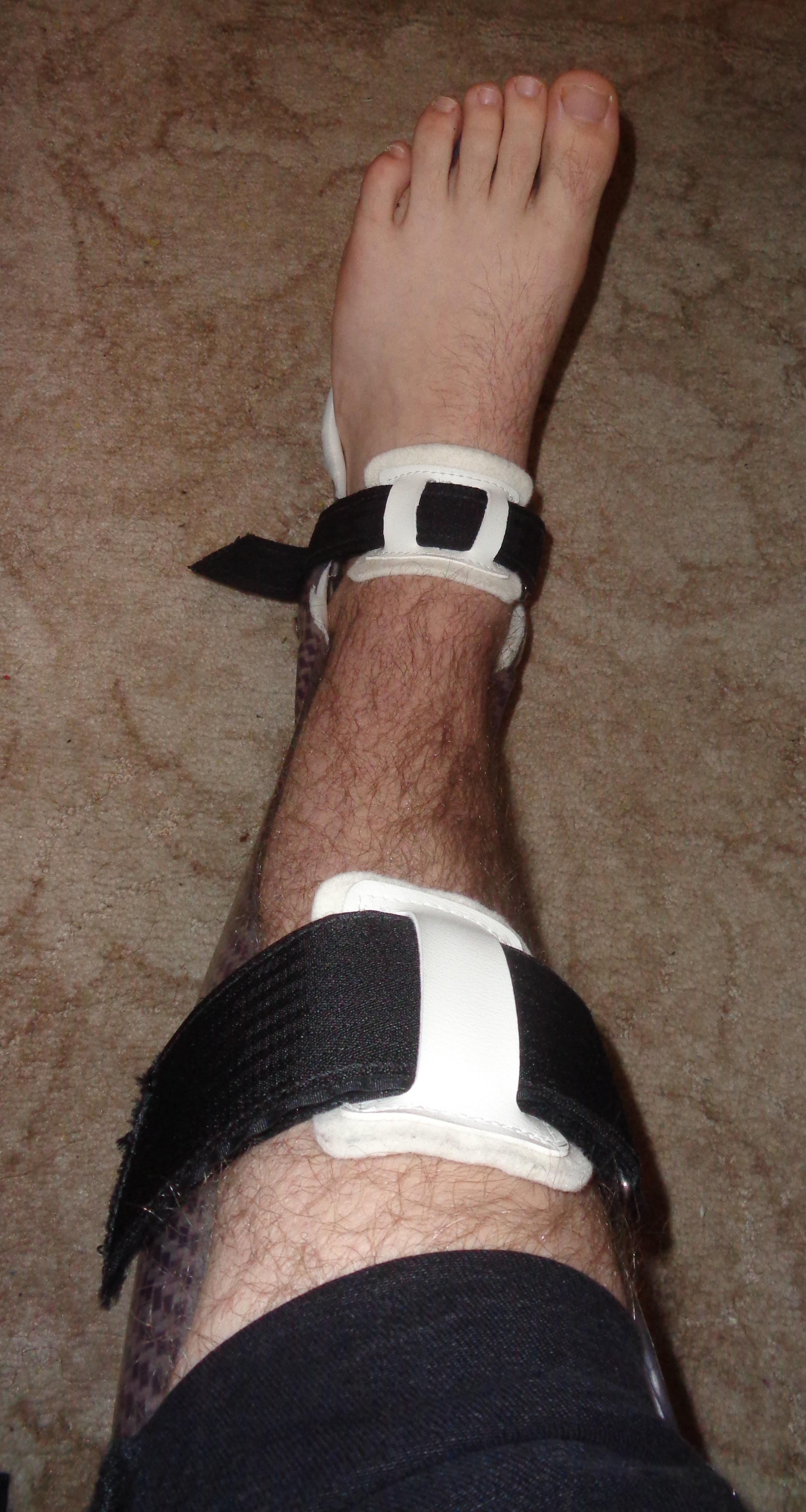
نوع من الجبائر تستخدم لدعم القدم والكاحل.

جبيرة (بالإنجليزية: Splint) هي أداة تُستخدم لدعم وتثبيت الأطراف أو العمود الفقري. ويمكن استخدامها في حالات متعددة، مثل التثبيت المؤقت للعظام التي يُحتمل كسرها أو المفاصل التالفة ودعم المفاصل أثناء القيام بنشاطات.

## الاستخدامات
- تُستخدم في الخدمات الطبية الطارئة أو الإسعافات، بغرض التثبيت المؤقت للطرف المكسورة قبل النقل.
- من قِبل المعالجين المهنيين، وأخصائيي العلاج الطبيعي وتقويم العظام لتثبيت المفاصل (مثل الركبة) ويمكن فكها في حالة عدم الوقوف (أثناء النوم).
- من قِبل المدربين الرياضيين لتثبيت العظام المصابة لتسهيل حركة أكثر أمانًا للشخص المصاب.
- يستخدمها أطباء غرفة الطوارئ؛ لتثبيت الكسور أو الالتواءات حتى موعد المتابعة مع طبيب العظام.

## الجبائر المُستخدمة عادةً

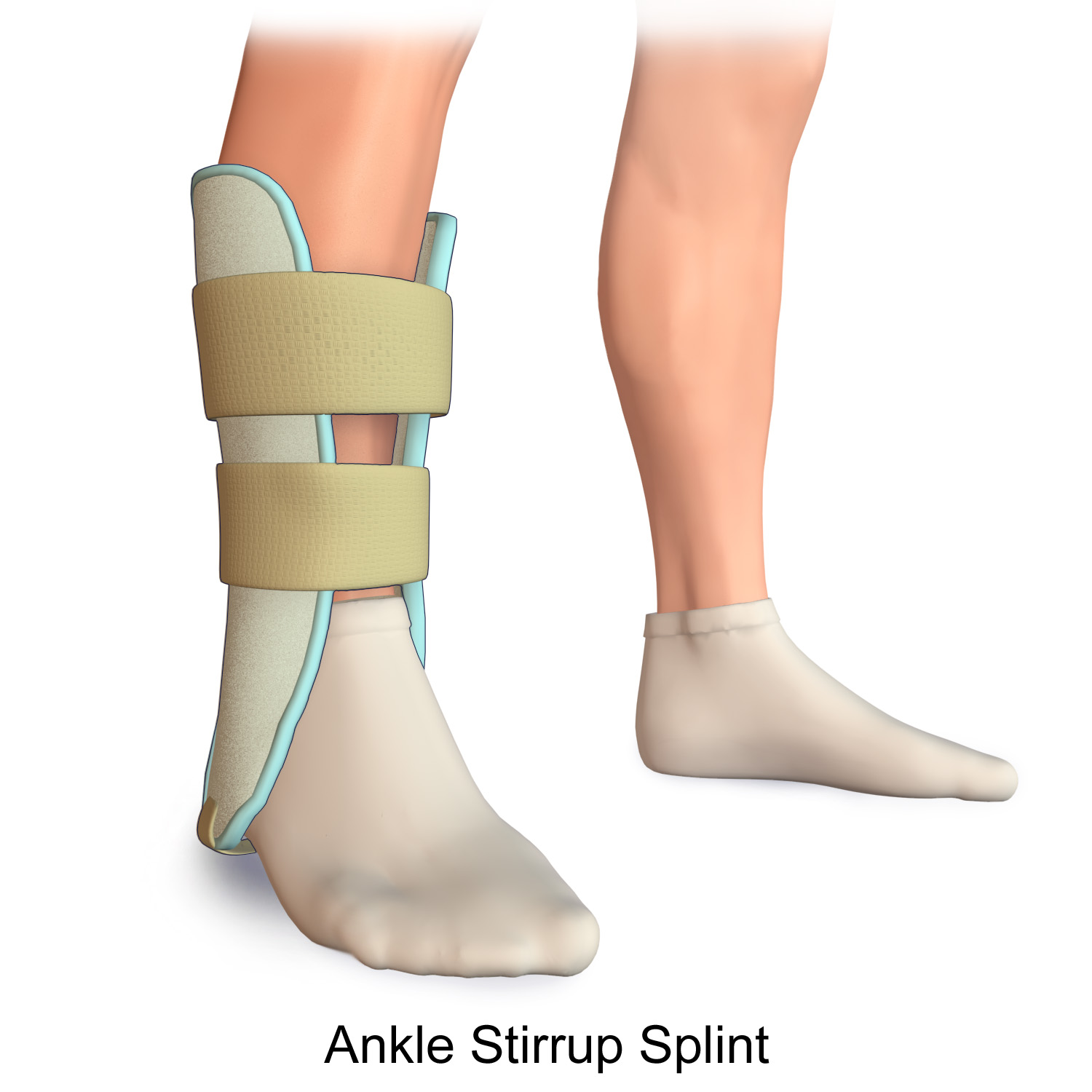
توضيح لجبيرة الكاحل

- الكاحل الرِّكَاب - تستخدم للكاحلين[2]
- جبائر الإصبع[3]
- جبيرة الأنف[4]
- دعامة خلفية لأسفل الساق
- دعامة خلفية لكامل الساق
- الكوع الخلفي
- جبيرة ملقط السكر - المستخدمة في الساعد أو المعصم. يُطلق عليها اسم «ملقط السكر» بسبب شكلها المميز على هيئة حرف U، على غرار نوع من الأواني المستخدمة لالتقاط مكعبات السكر[5]
- عصابة الإبهام[6]
- مزراب الزَّنْد - تستخدم من الساعد إلى الكف[7]
- جبيرة أخمص المعصم - تستخدم للمعصم[8]
- جبيرة معصمية ذراعية - تستخدم للمعصم أو الذراع

## التقنيات المساعدة للسعال
يشيع استخدامها بعد الجراحة لتوفير الدعم للمنطقة المصابة وتقليل الألم عند السعال. فعندما يحاول المريض أن يسعل، تكون المنطقة محمية باستخدام وسادة أو بطانية مطوية.
يتم تطبيق ضغط لطيف فقط أثناء محاولة السعال.

## الأصول
استخدمت أشكال مختلفة من الجبائر بشكل متقن على مر التاريخ. لكن اكتسبت الجبيرة شعبية كبيرة جهازًا طبيًا خلال الحرب الفرنسية والهندية. وكانت تتألف من اثنين من الألواح الخشبية الصغيرة، وكانت عادة تربط حول الكسر مع حبل من القماش. وحتى يومنا هذا، يتم استخدام الجبيرة عادة لتأمين الكسور الصغيرة والشروخ.

## وصلات خارجية
- Home Treatment for Finger, Hand & Wrist Injuries on WebMD
- Cast & Splint Care Tips on WebMD